# 洛阳轨道交通
洛阳轨道交通是位于中華人民共和國河南省洛阳市的城市轨道交通系统，于2021年3月28日正式开通运营，为河南省第二个开通运营的轨道交通系统，洛阳市也因此成为中国中西部地区第一个地铁独立成网的非省会地级市。洛阳轨道交通是全国最后一个通过国家发改委审批且完成建设的地铁系统。
洛阳轨道交通的总体规划由4条地铁线路组成，第一期建设规划包括1号线和2号线一期工程，已于2016年8月获得国家发改委批准，洛阳因此成为中西部地区首个获准兴建地铁的非省会城市。1号线已于2017年6月全面开工建设，2号线于2017年12月开工建设。洛阳轨道交通1号线于2021年3月28日（第39届牡丹文化节前）开通运营，起步价格2元，全程最高5元。洛阳地铁2号线一期工程，2021年12月26日开通运营。

## 历史
2009年1月4日，洛阳市人民政府公布关于成立洛阳市轨道交通项目建设领导小组的通知。洛阳轨道交通开始起步。2010年3月15日至17日，中国国际工程咨询公司对《洛阳市城市轨道交通线网规划》进行评审，与会专家对该规划给予肯定，并对进一步完善规划提出了意见和建议。2011年9月26日，洛阳市发改委、洛阳市轨道交通项目筹建处组织召开轨道交通项目文物保护规划研讨会。
2013年8月30日，《洛阳市城市轨道交通近期建设规划》通过省发改委审批，上报给国家发改委，并进行专家评审。2014年9月，洛阳轨道交通项目获得国家文物局批复，环评亦通过国家环保部司务会审查。2014年11月13日-15日，中国国际工程咨询公司组织专家来到洛阳对《洛阳市城市轨道交通近期建设规划》进行评估，并将评估意见上报国家发改委。2014年11月25日，洛阳轨道交通近期建设规划获国家环保部批复。
2016年3月，国家发改委原则通过《洛阳市城市轨道交通近期建设规划》。2016年6月，该规划获住建部审查通过，并由发改委上报国务院。2016年8月8日，国务院审批通过该规划，随后，国家发改委于8月19日下达“关于印发《洛阳市城市轨道交通第一期建设规划（2016—2020年）》的通知”，洛阳轨道交通项目正式获得批准。
2016年9月27日，洛阳市轨道交通有限责任公司正式成立，并确定1号线史家湾站、2号线洛阳龙门站为试验段。2017年6月，洛阳地铁1号线全面开工，同年12月，2号线一期工程全面开工。
2018年12月20日，洛阳市轨道交通有限责任公司更名为洛阳市轨道交通集团有限责任公司。2019年，该司进行了集团化改造。
洛阳地铁1号线于2021年3月28日开通运营，洛阳地铁2号线一期工程于2021年12月26日开通运营。

## 事件
2023年，有網友發視頻稱在河南洛阳地铁启明南路站，有农民工在地铁通道里纳凉时被保安驱赶，後該網友致電洛陽地鐵客服詢問，客服称，地铁站属于公共区域，遇到此类情况工作人员会上前提醒但不会驱赶，後記者詢問，工作人员表示以车站现场工作人员的执行情况为准。

## 运营中线路
截至2021年12月，洛阳轨道交通有1号线、2号线两条线路在运营中，运营里程43.558公里，运营中车站有34座。
|          |          |                |              |                |                |          |                   |          |                       |                                |
| 线路名称 | 线路名称 | 首段开通日期   | 最近延伸日期 | 起点站／终点站 | 起点站／终点站 | 车站数目 | 运营长度 （公里） | 车型编组 | 车辆段 / 停车场       | 运营单位                       |
|          | 1号线    | 2021年3月28日  | -            | 红山           | 杨湾           | 19       | 25.342            | 6B       | 红山车辆段 瀍东停车场 | 洛阳市轨道交通集团有限责任公司 |
|          | 2号线    | 2021年12月26日 | -            | 二乔路         | 八里堂         | 15       | 18.216            | 6B       | 刘富村车辆段          | 洛阳市轨道交通集团有限责任公司 |
| 总计     | 总计     | 总计           | 总计         | 总计           | 总计           | 34       | 43.558            |          |                       |                                |

### 线路一览
- 1号线：洛阳城区东西向的骨干线路。1号线西起红山站，贯穿涧西区、西工区、老城区、瀍河回族区，东至洛龙区白马寺镇杨湾站，全长25.342公里[21]，共设19座车站，除红山站为高架车站外，均为地下车站。1号线设两座车辆基地，位于西端的红山停车场和位于东端的瀍东车辆段。
- 2号线：联系洛北核心区和洛南新区的南北向骨干线路。2号线一期工程全长18.216公里[9]，设车站15个，均为地下站。2号线北起道北二乔路站，沿老G310、国花路、解放路、隋唐城路、王城大道、开元大道、永泰街、站前路、伊洛路走行，止于伊洛路与龙门大道交叉路口的八里堂站，在解放路站和1号线换乘，沿途贯通洛阳站和洛阳龙门站两座洛阳的主要火车站。2号线一期设刘富村车辆段一座车辆基地，位于线路东南端。[22]

## 票务政策
票价按乘客乘坐里程计算，以递远递减为原则；起步价首6公里2元，6-14公里内加1元，14-22公里再增加1元，22公里或以上每增加9公里加1元。现时最高车费为5元。

### 优惠政策
1. 洛阳市全日制中小学生凭有效证件办理学生卡，享受5折乘车。
2. 年满69周岁或以上的洛阳市户口的老年人，可办理敬老卡；工作日高峰时段(07:00-09:00，17:00-19:00)享受5折乘车，其余时段可免费乘车(以入闸时间为准)。
3. 现役军人、消防人员、残疾军人、残疾消防人员、因公致残的警察凭有效证件可免费乘车。
4. 普通乘客凭普通优惠卡，可享受95折优惠。

## 运营单位
洛陽市軌道交通集团有限責任公司（简称洛陽軌道集团）是洛陽地鐵的运营公司，负责洛陽地铁的投资和运营管理，並且投資了洛陽地鐵的相關聯公司。

## 未来规划

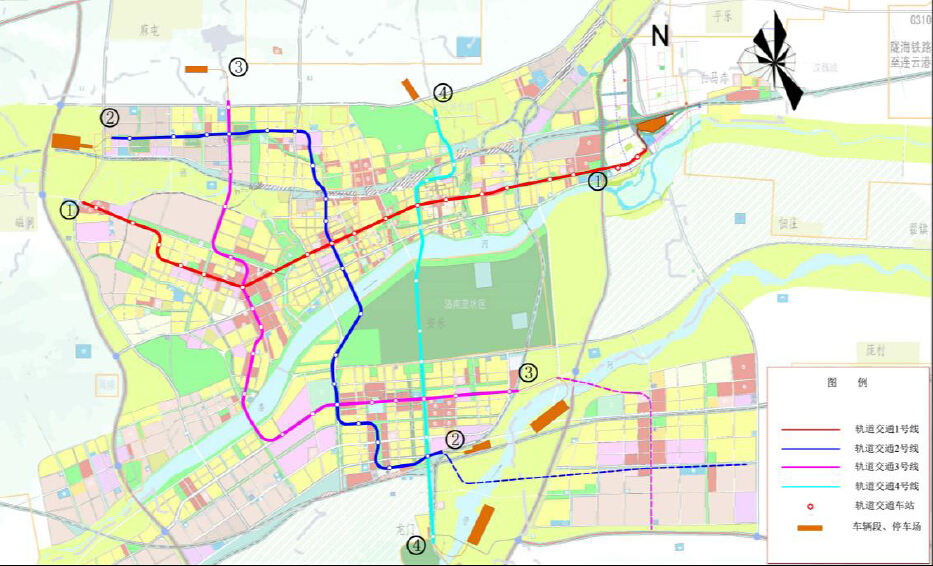
洛阳轨道交通规划线网

除在建线路外，洛阳轨道交通还包括2号线二期工程、3号线和4号线三条规划中的线路。其中2号线二期工程为两端的延长线；3号线大体呈“L”型走向，主要途经涧西区和洛龙区，并连通洛阳北郊机场；4号线呈南北走向，途经老城区和洛龙区。
此外，虽然洛阳市目前尚未有具体的建设市郊铁路的规划，但在洛宜铁路改建时，铁道部批复其远期预留作为城市轨道交通的一部分。 根据《洛阳城市综合交通发展战略规划》，洛宜铁路将延伸至洛宁，并新建伊川-嵩县-栾川-西峡铁路，与中原城市群城际轨道交通中的郑洛城际铁路、焦洛城际铁路、洛平城际铁路一并组成串联洛阳各县市区的轨道交通网络，其中，郑登洛城际和郑巩洛城际列入2020年推进新型基础设施建设实施方案。不过，洛宜铁路目前还没有进行复线化，规划中的大部分线路尚没有建设时间表。